# Anatolij Vasilijevič Kvašnin
Anatolij Vasilijevič Kvašnin (rusko Анато́лий Васи́льевич Квашни́н), ruski general, * 15. avgust 1946, Ufa, Sovjetska zveza (danes Rusija), † 7. januar 2022
Med letoma 1997 in 2001 je bil načelnik Generalštaba Oboroženih sil Ruske federacije.